# Krems (Traun)
La Krems è un fiume austriaco, affluente della Traun nell'Alta Austria. Non va confuso con l'omonimo affluente diretto del Danubio.

## Percorso
La Krems si forma da due corsi d'acqua sorgenti dal Kremsmauer, una all'altezza di 580 m s.l.m. nel territorio del comune di Micheldorf in Oberösterreich mentre il più lungo sgorga a circa 1100 m s.l.m., sotto il Törl. Essa scorre successivamente nel Traunviertel, una zona che da lei prende il nome, verso nord attraverso le prealpi dell'Alta Austria e sfocia nella Traun, a sud di Linz, nel quartiere cittadino di Ebelsberg, dopo un percorso di 62 km.
La pendenza della Krems fino a Kirchdorf va dal 2 al 4%, mentre nel rimanente percorso è chiaramente inferiore e si mantiene praticamente costante sul valore del 5,3 ‰.
La Krems ha solo pochi affluenti, il più importante dei quali è il Sulzbach, lungo 18,5 km, che confluisce nella Krems alla sua destra orografica presso Rohr im Kremstal.

## Comuni attraversati
I comuni più importanti che si trovano nella valle formata dalla Krems sono Micheldorf, Kirchdorf an der Krems, Schlierbach, Wartberg an der Krems, Kremsmünster, Rohr im Kremstal, Kematen an der Krems e Neuhofen an der Krems.

## Geologia
Le sorgenti del Krems si trovano nelle dolomie principali delle Alpi Nord-orientali. Presso Kirchdorf la Krems attraversa per un breve tratto una zona di roccia gessosa e di Flysch. Presso Nettingsdorf il fiume raggiunge la zona alluvionale del Traun e del Danubio.

## Bacino
Il bacino idrografico della Krems è di circa 377,9 km². Il punto più alto del bacino raggiunge i 1604 m s.l.m.
La portata media del fiume a Kremsdorf, 8 km prima dello sfocio, ammonta a 5,9 m³/s.
La Krems mostra un regime pluviale invernale bilanciato. La portata media nel mese di marzo, il più ricco di acqua, ammonta a 8,17 m³/s, appena il doppio di quella del mese di ottobre, il più povero, che ammonta a 4,38 m³/s.

### La piena secolare del 2002
Con l'Alluvione europea dell'agosto 2002 la zona del Krems ha subito grossi danni. Il 12 agosto 2002 venne misurata la portata del fiume a Kremsdorf e ammontava a 274 m³/s, il valore più alto fino a quel momento misurato.
Tra Neuhofen e Nöstlbach la Krems straripò e gran parte di Nöstlbach ne fu inondata. Anche alcuni impianti industriali furono invasi dalle acque del fiume (tra gli altri la nuova fabbrica Gruber & Kaja e la cartiera di Nettingsdorf).

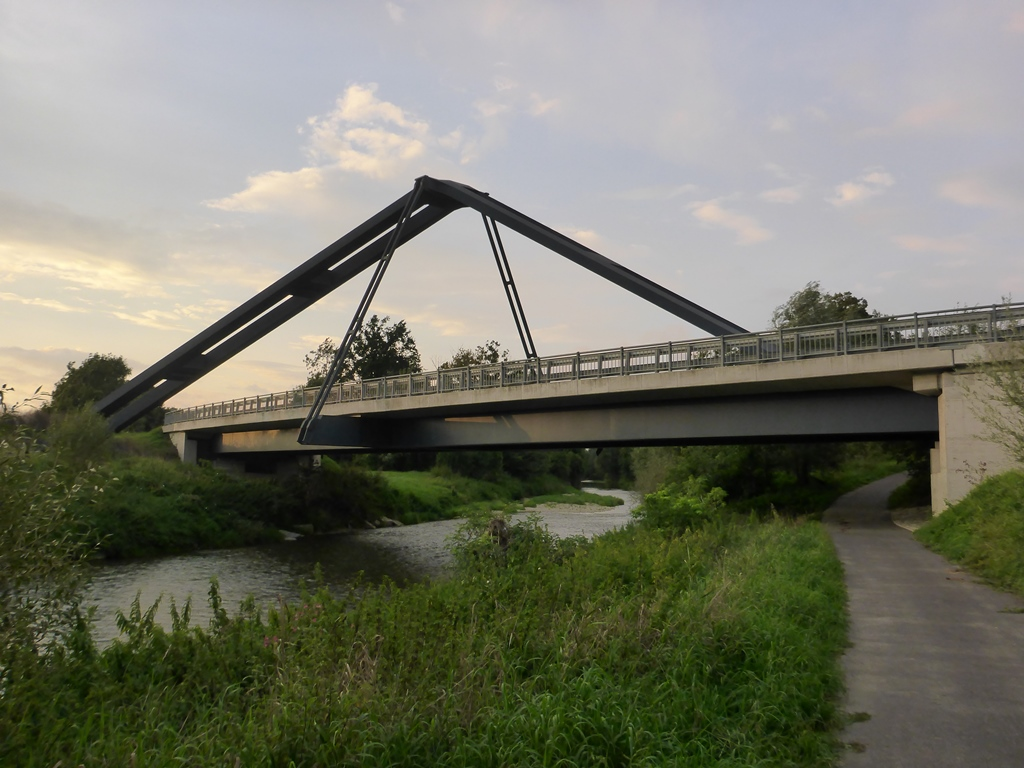
Il nuovo ponte Ansfelden, eretto dopo l'alluvione del 2002

A seguito die danni furono intraprese misure di sicurezza contro le piene del fiume. Tra Neuhofen e lo sfocio nella Traun alcune zone sono state ampliate e risanate. Inoltre sono stati sostituiti due vecchi ponti sul fiume con altri nuovi e più alti, per rimuovere le strettoie del letto del fiume. È inoltre stato pianificato un bacino di contenimento nella zona di Wartberg con una superficie di circa 100 ha, che può trattenere fino a 2,6 milioni di m³ d'acqua.

## Utilizzo a scopo economico
La forza delle acque del Krems venne sfruttata da numerosi mulini, segherie e in passato anche coltellerie. Già nel 903 la pesca e i diritti sull'acqua erano stati regolati giuridicamente. Dal XIV secolo nacquero nella zona di Micheldorf/Kirchdorf le prime fucine, che nel XIX secolo erano i fattori più importanti per l'economia della zona.
Nel medio e basso corso del fiume la forza dell'acqua del Krems fu utilizzata per mulini e per segherie. Parecchie di queste furono adattate con turbine e sono oggi utilizzate come generatori di energia elettrica. Nel XVI secolo sorse in Kremsmünster la prima cartiera dell'Alta Austria.

## Ecologia
Per lunghi tratti il corso della Krems è stato rettificato, regolato e dotato argini rinforzati. Numerosi sbarramenti e deviazioni interrompono la continuità del flusso delle acque e ne rendono il flusso non più continuo per pesci ed altri organismi. Solo tra Inzersdorf e Wartberg vi è un lungo tratto per il loro passaggio. Qui la Krems forma meandri attraverso un'ampia pianura della valle, che talvolta viene indicata come "prati della zona naturale della Krems". Lungo il fiume si trovano sponde scoscese, banchi di sabbia e di pietrisco. Anche i corsi d'acqua laterali non sono qui regolati. Brevi tratti non regolati vi sono ancora anche in Kremsmünster.

### Fauna e Flora
Il corso superiore della Krems è noto come zona di trote, in particolare di 
trote fario ma anche trote arcobaleno, temoli, cavedani, scazzoni e sanguinerole.
Nel corso inferiore del fiume si trovano in aggiunta isolati nasi, barbi, leucischi, gobioni, alburni e il raro (nell'Alta Austria) rodeo amaro. Prima della regolazione su vasta scala vi erano anche locali salmoni del Danubio.
Il gambero segnale, importato dal Nordamerica, si è diffuso anche nel corso del Krems.
Nel basso corso si presenta anche il castoro. Si tratta di una popolazione che si è insediata nel Lobau di Vienna come sul corso inferiore dell'Inn e si è diffusa anche sul Danubio. Gli umidi prati nell'ambiente del Krems costituiscono anche uno spazio vitale per chiurli, pispole, migliarini di palude e locustelle e per lepidotteri, fra i quali rare specie per l'Alta Austria. Anche il topolino delle risaie è endemico.
Nel medesimo ambiente si contano molte specie vegetali quali trifogli d'acqua, ranuncoli botton d'oro, giunchi, genziane mettinborsa, botton d'oro, Carex vulpina, Carex disticha.